# IJsbaan van Stockholm
In Stockholm staan of stonden onder andere de onderstaande vier ijsbanen.

## Östermalms Idrottsplats
De ijsbaan is tegenwoordig een kunstijsbaan, maar in de tijden dat er grote internationale kampioenschappen werden georganiseerd was de ijsbaan nog van natuurijs.

### Grote kampioenschappen
- 1912 - EK allround mannen
- 1923 - WK allround mannen
- 1927 - EK allround mannen
- 1931 - EK allround mannen

## Stockholm Stadion

### Grote kampioenschappen
- 1936 - WK allround vrouwen
- 1947 - EK allround mannen

### Wereldrecords
| Nr. | Discipline     | Naam         | Land             | Tijd    | Datum           |
| --- | -------------- | ------------ | ---------------- | ------- | --------------- |
| 1.  | 3000 meter (v) | Kit Klein    | Verenigde Staten | 6.12,0  | 1 februari 1936 |
| 2.  | 5000 meter (v) | Verné Lesche | Finland          | 10.15,3 | 2 februari 1936 |

## Djurgårdsbrunnsviken

### Grote kampioenschappen
- 1901 - WK allround mannen

## Nybroviken

### Grote kampioenschappen
- 1905 - EK allround mannen

### Wereldrecords
| Nr. | Discipline       | Naam             | Land      | Tijd    | Datum            |
| --- | ---------------- | ---------------- | --------- | ------- | ---------------- |
| 1.  | 5000 meter (m)   | Oskar Fredriksen | Noorwegen | 9.19,8  | 2 maart 1890     |
| 2.  | 500 meter (m)    | Oscar Grundén    | Zweden    | 50,8    | 28 februari 1891 |
| 3.  | 10.000 meter (m) | Halfdan Nielsen  | Noorwegen | 19.47,4 | 13 februari 1893 |
| 4.  | 10.000 meter (m) | Frithiof Ericson | Zweden    | 19.22,8 | 7 januari 1894   |